# Grisolia (Kalabrien)
Grisolia ist eine italienische Gemeinde in der Provinz Cosenza in der Region Kalabrien mit 2189 Einwohnern (Stand 31. Dezember 2023).
Grisolia liegt 90 km nordwestlich von Cosenza.
Die Nachbargemeinden sind: Buonvicino, Diamante, Maierà, Mottafollone, San Donato di Ninea, San Sosti, Santa Maria del Cedro, Verbicaro.

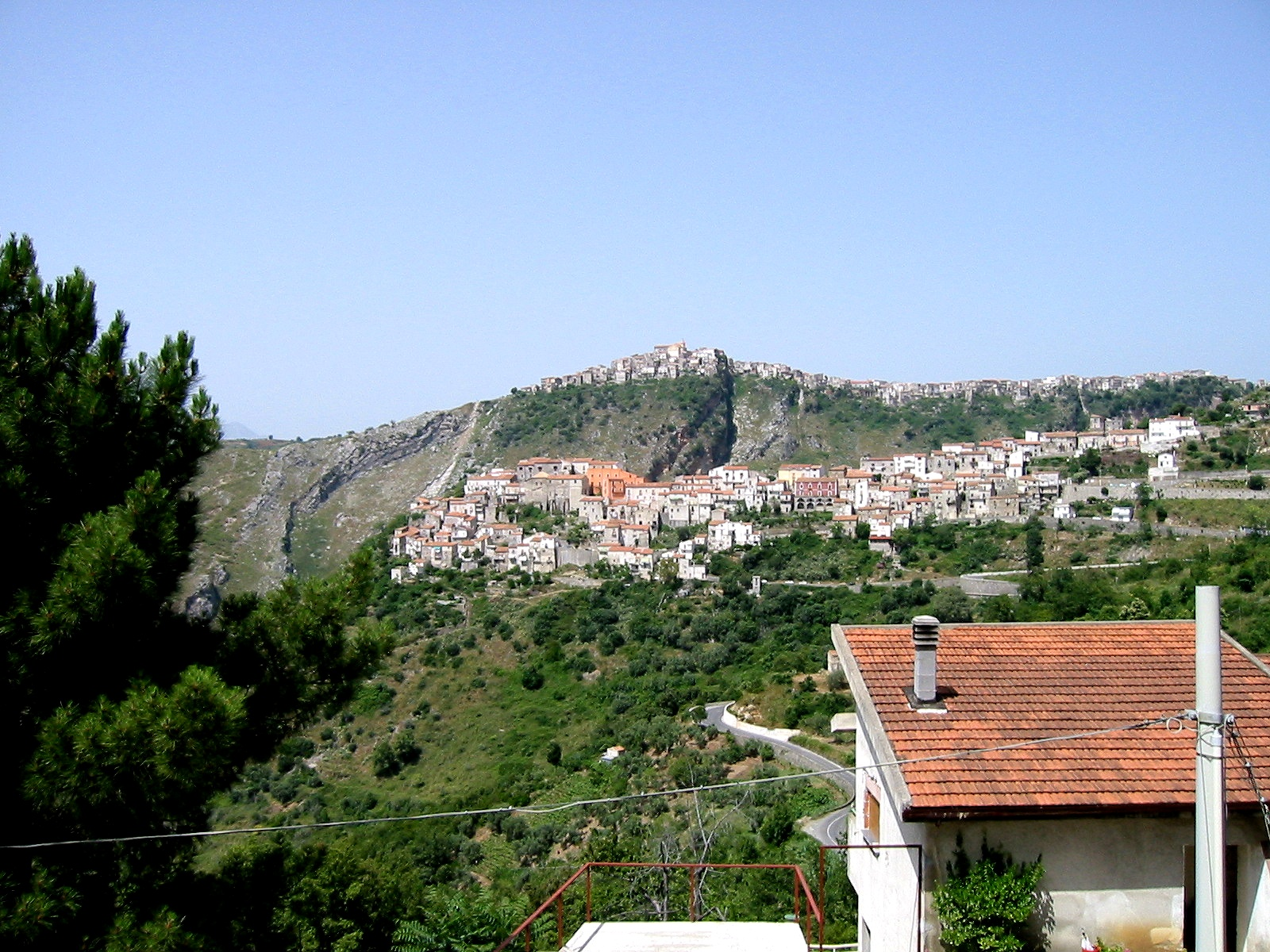
Maierà mit Grisolia im Hintergrund